# Oldenhof (Markelo)
De havezate Oldenhof stond ten noorden van het Nederlandse dorp Markelo, provincie Overijssel. Er zijn geen zichtbare restanten van de Oldenhof bewaard gebleven.

## Geschiedenis
De familie Splinter had het goed Oldenhof al sinds 1394 in handen. In dat jaar was Ghert Splinter de eigenaar van dit Markelose goed. Even na 1554 liet Johan Splinter voor 3000 daler hier de havezate Oldenhof bouwen. Hij had het goed gekregen van zijn vader Wolter Splinter, die al in 1531 als riddermatige verscheen op de landdag van Overijssel. Aanvankelijk was Oldenhof naar Johans broer Jurjen gegaan, maar die overleed in 1554 ongehuwd. Net als zijn vader en broers verscheen ook Johan op de landdagen.
Johan huwde Agnes Snipart en kreeg met haar een zoon Evert. Na haar overlijden hertrouwde hij met Maria van Achteveld, met wie hij een dochter kreeg. Hij verliet Maria echter en ging samenleven met Gese Thieselinck. Na het uitbreken van de Tachtigjarige Oorlog in 1568 koos Johan de zijde van de Spaanse koning. Als militair verbleef hij na 1580 vooral in Oldenzaal. Hij overleed in 1583, waarna zijn zoon Evert de havezate erfde. Overigens behield Gese met haar kinderen het recht om op de havezate te blijven wonen. Evert zelf trouwde tweemaal.
Everts dochter Catharina Splinter erfde de Oldenhof van haar vader. Na het overlijden van haar eerste echtgenoot hertrouwde Catharina in 1600 met Folkert van Fritema, secretaris van de Spaanse veldoverste Spinoza. Haar derde en laatste huwelijk was met Arnold van Boymer, die in 1641 nog klaagde over de hoogte van de belastingen op de Oldenhof. De havezate werd overigens door Catharina verhuurd, eerst aan haar halfbroer Wolter en na zijn dood in 1638 aan Jan van Vlodrop. Arnold van Boymer overleed in 1647 en Catharine besloot een jaar later de havezate te verkopen aan Arend Jurjen van Haersolte.

### Leengoed
De Oldenhof werd in 1650 door Arend Jurjen van Haersolte in leen opgedragen aan de provincie Overijssel. Door van de havezate een leengoed te maken, verwierf hij niet alleen meer status maar kon hij ook voorkomen dat het goed versnipperd raakte bij vererving: een leengoed diende namelijk in zijn geheel te vererven.
Arend Jurjen kon dankzij de Oldenhof al in 1648 lid worden van de ridderschap, maar hij zal waarschijnlijk nooit op de havezate hebben gewoond. Al in 1652 had hij bij testament geregeld wie de havezate zou erven en toen hij in 1673 overleed, kwam de Oldenhof dan ook terecht bij erfgename Fenne Elisabeth van Haersolte en haar minderjarige zoon Volkier.

### Herstel
In 1681 werd Volkier van Haersolte toegelaten tot de Overijsselse ridderschap. Hij trouwde in 1688 met Ida Elisabeth van Brienen. Het echtpaar woonde vooral op hun goed bij Doornspijk, een bezit dat Ida had ingebracht bij het huwelijk. Volkier liet de inmiddels vervallen Oldenhof weer bewoonbaar maken, maar waarschijnlijk was het niet meer dan een boerenerf en was de eigenlijke havezate al verdwenen. Volkier sneuvelde in 1691 in de strijd tegen een Frans leger nabij Leuze.

### Van Rechteren
Volkiers zoon Wolter van Haersolte (†1746) erfde de Oldenhof en werd er in 1715 mee beleend. Wolter doorliep een politieke carrière en zou uiteindelijk het hoogste ambt van Overijssel, namelijk drost van Salland, bereiken. Samen met zijn vrouw Geertruid van Haersolte - een familielid van hem - woonde hij vooral in Zwolle. Hij droeg de Oldenhof in 1742 over aan Johan Lodewijk van Rechteren, die met Wolters dochter Johanna zou gaan trouwen. Voor Johan was het bezit van de Oldenhof van belang, omdat hij nu ook lid kon worden van de ridderschap en dus de Staten van Overijssel. Na het huwelijk kocht het echtpaar de havezate Het Laar en ging daar wonen.
Na het overlijden van Johanna in 1756 en het nieuwe huwelijk van Johan in 1658 nam weduwe Geertruid van Haersolte de Oldenhof weer terug in eigendom. Zij liet zich met de havezate belenen. In 1764 overleed ze, waarna de Oldenhof vererfde naar haar kleindochter Sofia Geertruid Florentina gravin van Rechteren.
Sofia trouwde in 1770 met Frederik van Heeckeren tot Overlaer en ze gingen wonen op de Gelderse havezate Overlaar. Na het overlijden van Frederik in 1815 wilde Sofia een jaar later de Oldenhof openbaar verkopen. Omdat het geboden bedrag aan de lage kant was, besloot ze om in ieder geval het oude huisperceel te behouden, samen met enkele landerijen. Toen ze overleed in 1827, kwam de Oldenhof aan haar zoon Willem Robert Jan van Walraven van Heeckeren.

### Verkoop
in 1828 verkocht Willem Robert Jan van Walraven van Heeckeren het goed aan de koopman Jan Dikkers, die van 1816 tot 1843 de functie van burgemeester en secretaris van Rijssen vervulde. Hij liet de Oldenhof na aan zijn dochter Gerharda Helena Dikkers. Zij behield de Oldenhof tot 1874. In dat jaar zette zij samen met haar kinderen het goed publiekelijk te koop, maar verkocht het uiteindelijk onderhands aan de landbouwer Jan Zwiers. Hij verkreeg overigens niet het medecollatierecht: dat kwam nu in handen van de kerkeraad van Markelo.
Jan Zwiers liet de bebouwing in 1875 afbreken. Het goed vererfde vervolgens binnen de familie Zwiers. In 1984 volgde een ruilverkaveling, waarmee de laatste zichtbare restanten van het goed Oldenhof uit het landschap verdwenen.

## Beschrijving
De havezate is na 1554 gebouwd door Johan Splinter. In 1675 werd de havezate bij het haardstedengeld aangeslagen voor nog slechts één vuurstede, dus waarschijnlijk was het huis toen reeds verdwenen of minstens zwaar vervallen.
Volkier van Haersolte liet de Oldenhof in 1682 weer bewoonbaar maken, zodat er sprake was van twee vuursteden. Meer dan een boerenerf met een woning en schuur zal het niet zijn geweest.
In 1816 ging het om een huis, schuur, katerstede, land en diverse erven. Ondanks dat er geen adellijk huis meer stond waren, er nog wel rechten aan het goed verbonden: het recht van jacht, het recht van medecollatie van de Markelose predikant, schoolmeester en koster, en het bezit van twee kerkbanken in de kerk van Markelo.

### Agistaldaburg
De Oldenhof wordt ook wel in verband gebracht met de in 1046 genoemde Agistaldaburg. Hier zijn echter geen bewijzen voor en de locatie van deze burcht wordt doorgaans gesitueerd op de Hazelberg bij Zwiep.
Huis Almelo · Backenhagen · Bellinckhof · Beugelskamp · Beverfeurde · Hof te Boekelo · Borgbeuningen · Brecklenkamp · Huis Diepenheim · Dubbelink · Eeshof · Elsen · Everlo · Eversberg · Grimberg · Grotenhuis · Hagmeule · Heeckeren · Huis Hengelo · Herinckhave · Hoikink · Kevelham · Nijenhuis · Noorddeurningen · Oldemeule · Oldenhof · Olidam · Oosterhof · Huis te Ootmarsum · Pekkedam · Huis Saasveld · Scherpenzeel · Singraven · Stoevelaar · Twickel · Warmelo · Weemselo · Wegdam · Weldam · Weleveld · Westerflier · Woeste
Den Aalshorst · Den Alerdinck · Huis Almelo · Arkelstein · Averbergen · Azoelen · Backenhagen · Bellinckhof · Den Berg · Huis Bergentheim · Beugelskamp · Beverfeurde · Blankena · Blokhuis · Hof te Boekelo · Borgbeuningen · Havezate Boskamp · Boxbergen · Havezate Brecklenkamp · Bredenhorst · Buckhorst · Campherbeek · Colckhof · Den Dam · Huis Diepenheim · Dingshof · Dubbelink · Kasteel Eerde · Egede · Havezate Elsen · Everlo · Landgoed Frieswijk · Goor · Huis Gramsbergen · Grimberg · Grotenhuis · De Haere · Haerst · Hagmeule · Slot Hardenberg · Huis Heeckeren · Huis Hengelo · Herxen · Hofstede · Hogenhof · Hoikink · Hondeborg · Katenhorst · Kevelham · Kranenburg · De Kuile · Het Laar · Leemcule · Luttenberg · Mataram · Mennigjeshave · Nijenhuis (Diepenheim) · Nijenhuis (Olst-Wijhe) · Oldemeule · Oldenhof · Olidam · Oosterhof · Huis te Ootmarsum · Den Ordel · Pekkedam · Pothof · Rande · Kasteel Rechteren · Het Reelaer · Rhaan · Rutenberg · Huis Saasveld · Scherpenzeel · Havezate Schoonheten · Havezate Schuilenburg · Singraven · Stoevelaar · Kasteel Toutenburg · Twickel · Vechterweerd · Venebrugge · Kasteel Voorst · Warmelo · Wegdam · Weldam · Weleveld · Huis Werkeren · Westerflier · Westerveld · Wittenstein · Zuthem